# Podanthe durmmondii
Podanthe durmmondii là một loài rêu tản trong họ Acrobolbaceae. Loài này được (Mitt.) Gottsche miêu tả khoa học lần đầu tiên năm 1880.